# Бакотська затока
Ба́котська зато́ка — прісноводна затока в середній ділянці басейну Дністра у Хмельницькій області, за 55 км від м. Кам'янець-Подільського. Є частиною водосховища, що утворилося у 1981 році внаслідок затоплення місцевості дністровськими водами. Також це однойменне водно-болотне угіддя міжнародного значення, що входить до складу Національного природного парку «Подільські Товтри».
Є популярним об'єктом туризму.

## Назва
Назва затоки походить від села Бакота, що знаходилось на її місці до затоплення. Вперше поселення згадується в Літопису Руському за Іпатіївським списком (266—267об, 277об):
| Въ лѣт̑ . ҂s҃ . ѱ҃ . м҃и . [6748 (1240)] … Данила кнѧземь собѣ назъıвахоу. а самѣ всю землю держахоу. Доброслав же вокнѧжилъсѧ бѣ. и Соудьичь поповъ вноукъ. и грабѧше всю землю. и въшед̑ во Бакотоу. все Понизье приѧ. безъ кнѧжа повелениӕ. |
Також у Новгородському першому літописі старшого зведення, у додатку «А се имена всЂм градом Рускым, далним и ближним» читаємо:
| А се Болгарскыи и Волоскии гради . Каменець, Иловечь, Браслаль, Соколечь, Звенигород, Черкасы, Черленъ, Новыи городок, ВЂничя, Скала, Бакота. |
Етимологія слова може виводитися з рум. bucată — кусень, шматок, частина. У другій версії слово значить «бажане, чудове місце». Існують також інші тлумачення.
Історичні варіанти: Ба́кота (1240), Бокота (1418), на Букуту (б. д.), Бокуть (XVI ст.), Бакут (к. XVII ст.), Бекота, Бекот (1332), Вокоіа (1351).

## Історія місцини

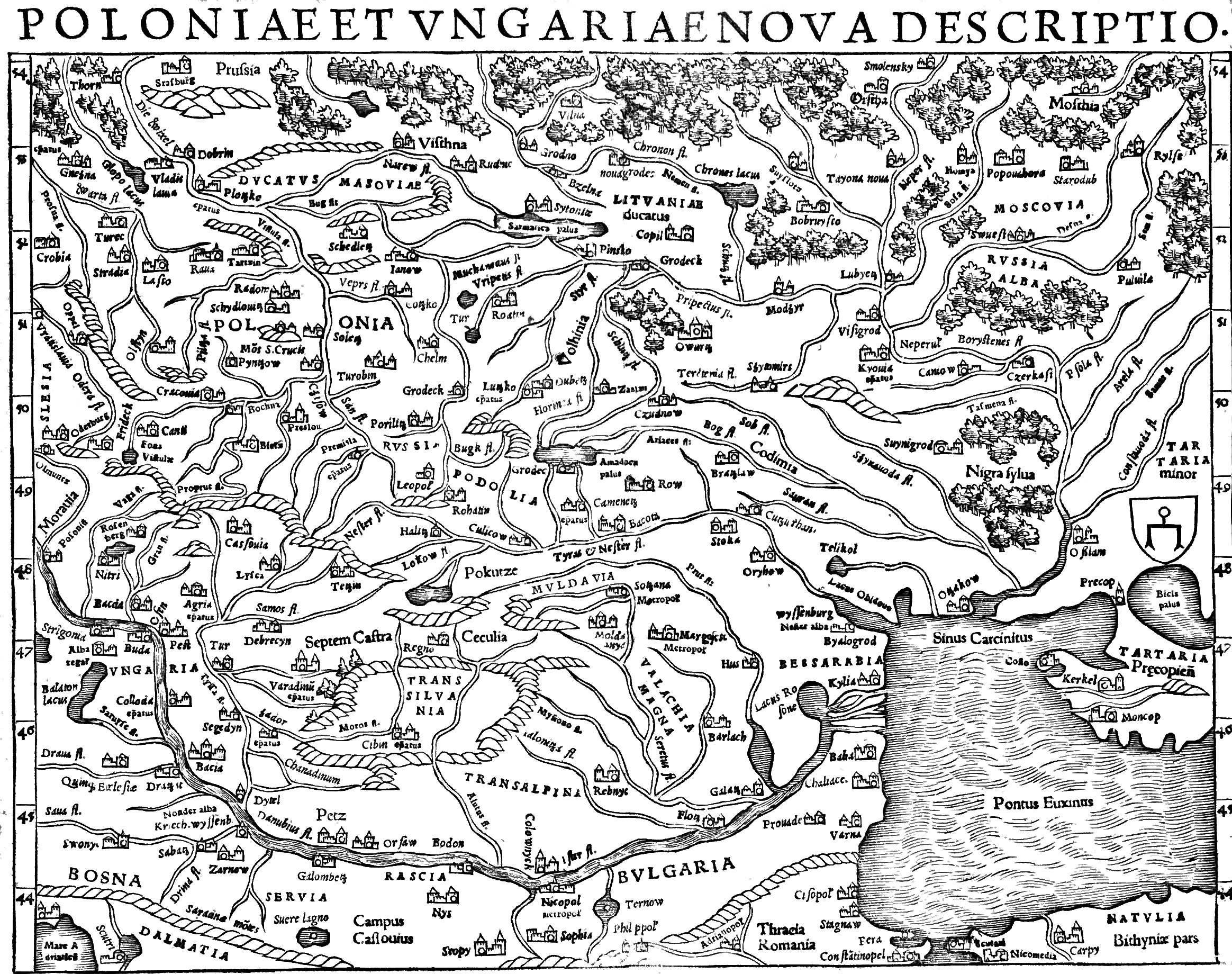
Бакота на мапі 1554 р.

Археологічні дослідження свідчать, що здавна вздовж берегів Дністра на цьому місці були численні язичницькі святилища й капища, а також кургани з жіночими похованнями, що свідчить про густе заселення цих територій з доісторичних часів.
Бакота вперше згадується в літопису 1240 року. У XIII столітті — велике місто, найважливіший політично-адміністративний центр «Русі Дольної» — Дністровського Пониззя (з XIV століття — Поділля), яке входило до Галицько-Волинського князівства. У XII столітті Бакота займала площу близько 10 гектарів з кількістю населення близько 2,5 тисяч.
Перша згадка про скельний чоловічий монастир зафіксована в київській Книзі 1362 року, де той згадується як «давно існуючий». За Іпатіївським літописом, в 1255 році містом заволоділи монголо-татари. У 1258 році татари зруйнували Бакотський замок.
У 1430 році Бакота була центром однойменної волості. У 1431-му вона стає нейтральною прикордонною територією внаслідок перемир'я між Королівством Польським і Литвою. Того року жителі міста організовують повстання, вбивають поміщиків і проголошують незалежність. Через три роки польські війська жорстоко придушили бунт, покарали керівників, спалили будинки, знову зруйнували замок і порозганяли населення. Після цього Бакота назавжди перестала бути містом.
Потужний землетрус 1620 року обрушив частину скелі та завалив печери.
Після 1918 року містечко стало прикордонним — уздовж річки побудували двометрову кам'яну стіну, а по той бік Дністра починалася територія Румунії. Бойових дій Другої світової війни на території Бакоти не було, але голод 1947 року зменшив кількість населення цієї місцевості втричі.
У кінці 50-х і на початку 60-х років ХХ ст. розпочався етап археологічного обстеження й дослідження пам'яток літописної Бакоти. З 1963 р. почала працювати об'єднана археологічна експедиція на чолі з І. С. Винокуром. З 1969 року розпочалися широкі стаціонарні розкопки в урочищі Клин. Пізніше, в 1973—1975 роках, під керівництвом Р. О. Юри та П. А. Горішнього проведено інші роботи біля скельного монастиря.
У 1972 році прийнято рішення Ради Міністрів СРСР про початок будівництва на Дністровському комплексному гідровузлі. Наступного року з'явилась інформація про майбутнє затоплення села для побудови Новодністровської ГЕС. Жителям дали вісім років для того, щоб покинути малу батьківщину й обживатися в іншому місці, а вже 29 липня 1977 будівельники ГЕС змінили русло річки поблизу селища Новодністровськ. У грудні 1981 р. введено в експлуатацію два перших гідроагрегати ГЕС.
Загалом під час поступового підняття рівня Дністра, яке тривало шість років (1981—1987), забрано під воду 25 сіл, з них безпосередньо в акваторії затоки — Бакота й Теремці.
1996 року стався обвал однієї зі скель Білої гори, що знищив більшість печер та усипальницю скельного монастиря, де були унікальні розписи та фрески XI—XIII століть; поховання ченців монастиря збереглися частково. (Місцевий екскурсовод Тарас Горбняк заперечує, що в 1996 році був обвал).

## Географічні характеристики
Об'єкт природно-заповідного фонду розташований у Кам'янець-Подільському районі Хмельницької області України та займає площу 1590 га. Найближчі села — Гораївка, Колодіївка.
Довгота центру — 26° 56' сх. д., широта центру — 48° 35' пн. ш.
Максимальна висота — 121 м над рівнем моря; мінімальна — 114 м. Глибина затоки в межень 34 м, ширина 1700 м; швидкість течії на стрижні 0,7—3,0 м/с. У повінь вода може підійматися на 6 м, але не виходить з берегів Дністровського каньйону. Узимку вода в затоці замерзає, але не на межі р. Дністер.
Водний режим у межах затоки великою мірою залежить від умов роботи гідроелектростанції.
Клімат затоки помірно континентальний із м'якою зимою і теплим, вологим літом. Пересічна температура січня −5,5 °C, липня +18,8°C.

## Водно-болотне угіддя

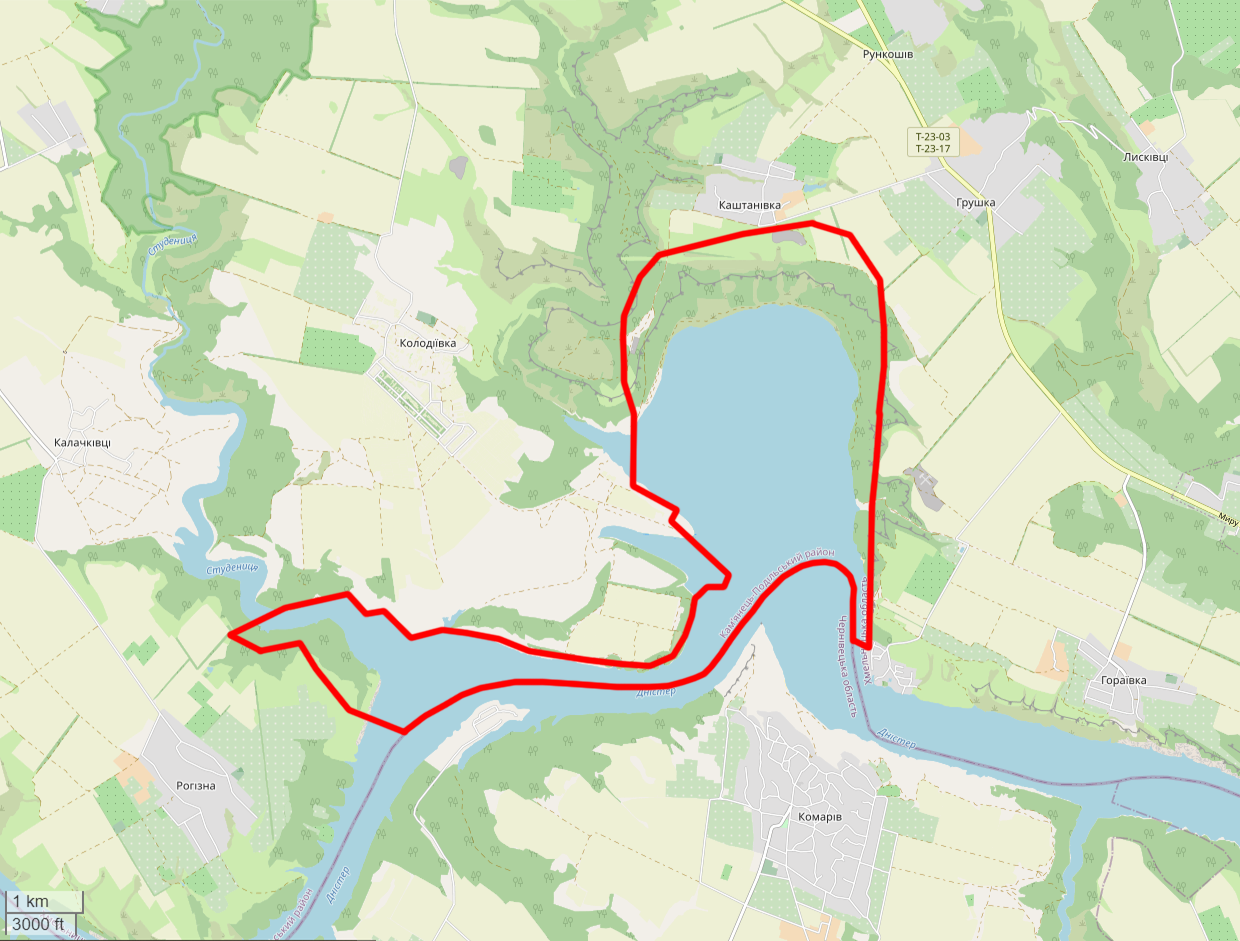
Межі водно-болотного угіддя

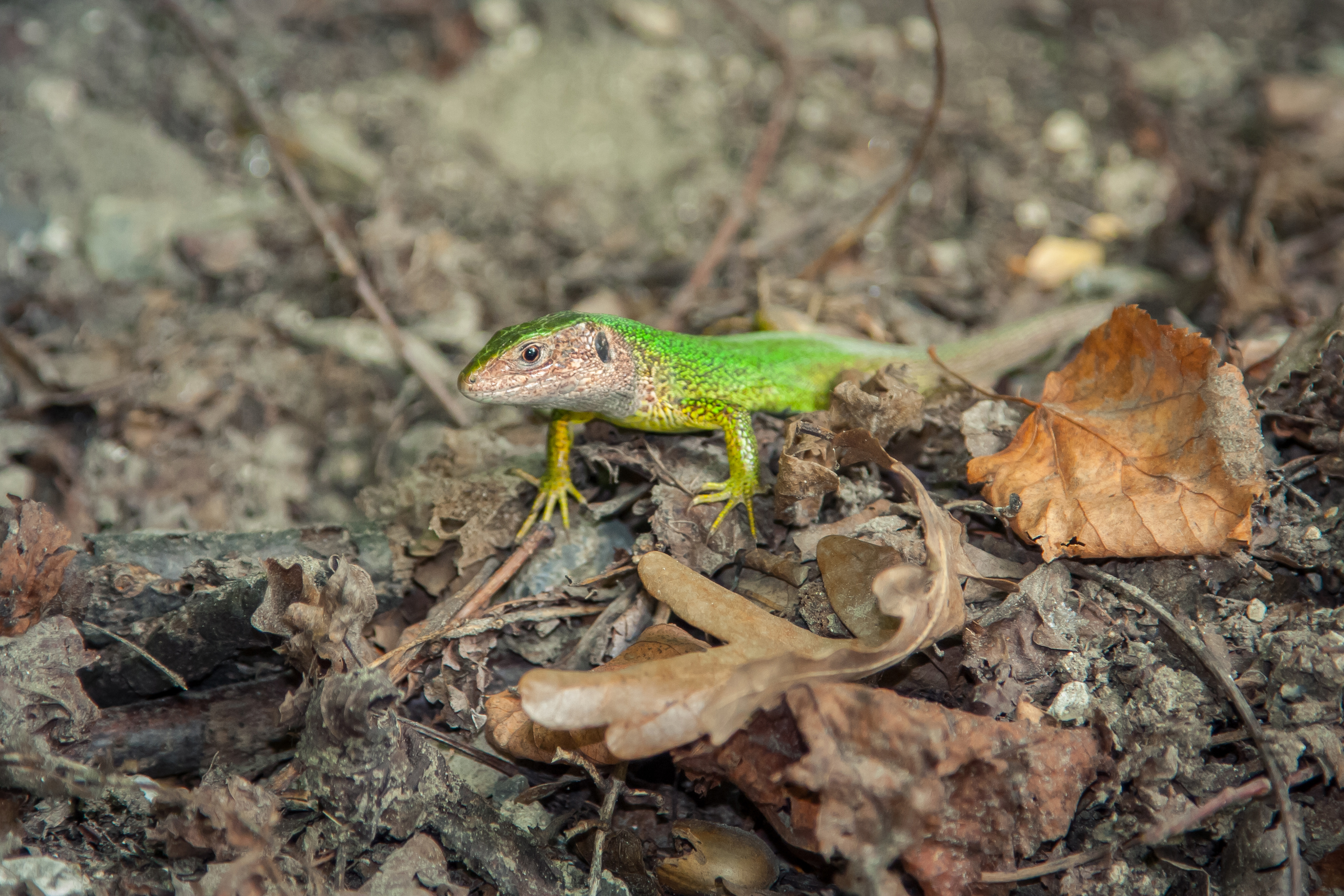
Ящірка на Бакоті

Бакотська затока є водно-болотним угіддям міжнародного значення (див. Рамсарська конвенція), що входить до складу Національного природного парку «Подільські Товтри» на підставі Указу Президента України від 27 червня 1996 року.
Тут зустрічаються типові представники місцевої флори і фауни: водорості, прибережно-водні судинні рослини. Загалом виявлено 474 види флори зі 100 родин, деякі з них занесені до Червоної книги МСОП, Європейського червоного списку, Додатку ІІ Бернської конвенції. У межах угіддя поширені широколистяні ліси (дубово-грабові, похідні грабові), характерні для Хмельницького Придністров'я. Схили затоки зайняті лісовими культурами сосни звичайної, сосни чорної, сосни кримської, акації білої.
Із фауни знаходять тут корм чапля сіра, лелека білий, шуліка чорний, беркут, боривітер степовий, ластівка сільська та інші. Залітають також гагра червоношия, чепура велика та мала, чернь чубата, гоголь, сапсан, журавель сірий, чайка, лелека та інші. Представлені земноводні, плазуни, комахи, птахи, риби, ссавці, багато видів яких охороняються за різними списками.
Найбільший вплив на біорізноманіття мають такі загрози, як діяльність Дністровської ГЕС, випасання худоби, штучні пожежі, органічні відходи, браконьєрство, розростання поселень, вітрова та водна ерозія, засмічення і забруднення від туристів.

## Туризм на Бакоті
Бакота, яку називають «українською Атлантидою», пропонує гостям дивовижні краєвиди Кам'янецького Придністров'я з каньйонами та пагорбами, струмками й руслом Дністра та його приток. Ліси й поля, села і товтри приваблюють та зачаровують подорожніх своєю красою і величчю. У затоці затишно, позаяк видовжені скелі стримують пориви вітру.
Подільські Товтри, одним із центральних об'єктів яких є Бакотська затока, внесені до списку «Сім природних чудес України».
Бакотський Михайлівський печерний монастир приваблює паломників. Скит функціонував протягом 300 років, з середини ХІІ до середини XV ст. Обитель є найбільшою і найкраще збереженою серед усіх печерних монастирів Подністров'я, яких нараховують до двадцяти. Це найдавніша пам'ятка культових підземних споруд і поширення православ'я на Поділлі.
Монастир знаходиться на висоті близько 70 м в урвищі берега, на середній терасі стрімкого схилу Білої гори — скелі, складеної з вивітрених тонкошаруватих сланців, що підноситься над Дністром на 130 м. Урвище утворене твердими силурійськими вапняками, в яких Дністер прорізав каньйон глибиною до 120 м.
Особливої уваги заслуговує також висока кам'яна скеля «Курник», на схилах якої видніються донні горизонтальні утворення стародавнього кембрійсько-силурійського моря (550—440 млн років тому).
Готелів і хостелів у Бакоті немає, однак можна поставити намет чи орендувати трейлер. Житло з комфортними умовами є в Кам'янець-Подільському. Станом на 2012 рік у наметових таборах щорічно перебували до 6 тис. відпочивальників, монастир відвідували 5 тис.
До Бакотської затоки підходить екологічна стежка протяжністю 4 км і туристичний маршрут 8 км. Проводяться екскурсії для школярів та екологічний табір для студентів. Для купальщиків є дерев'яний пірс, катамаран і човни. Дозволене любительське рибальство і полювання на диких качок (виловити можна карася, коропа, окуня, судака, плотву, ляща, жереха, уклейку, рибця, бичка, сома).

### Галерея

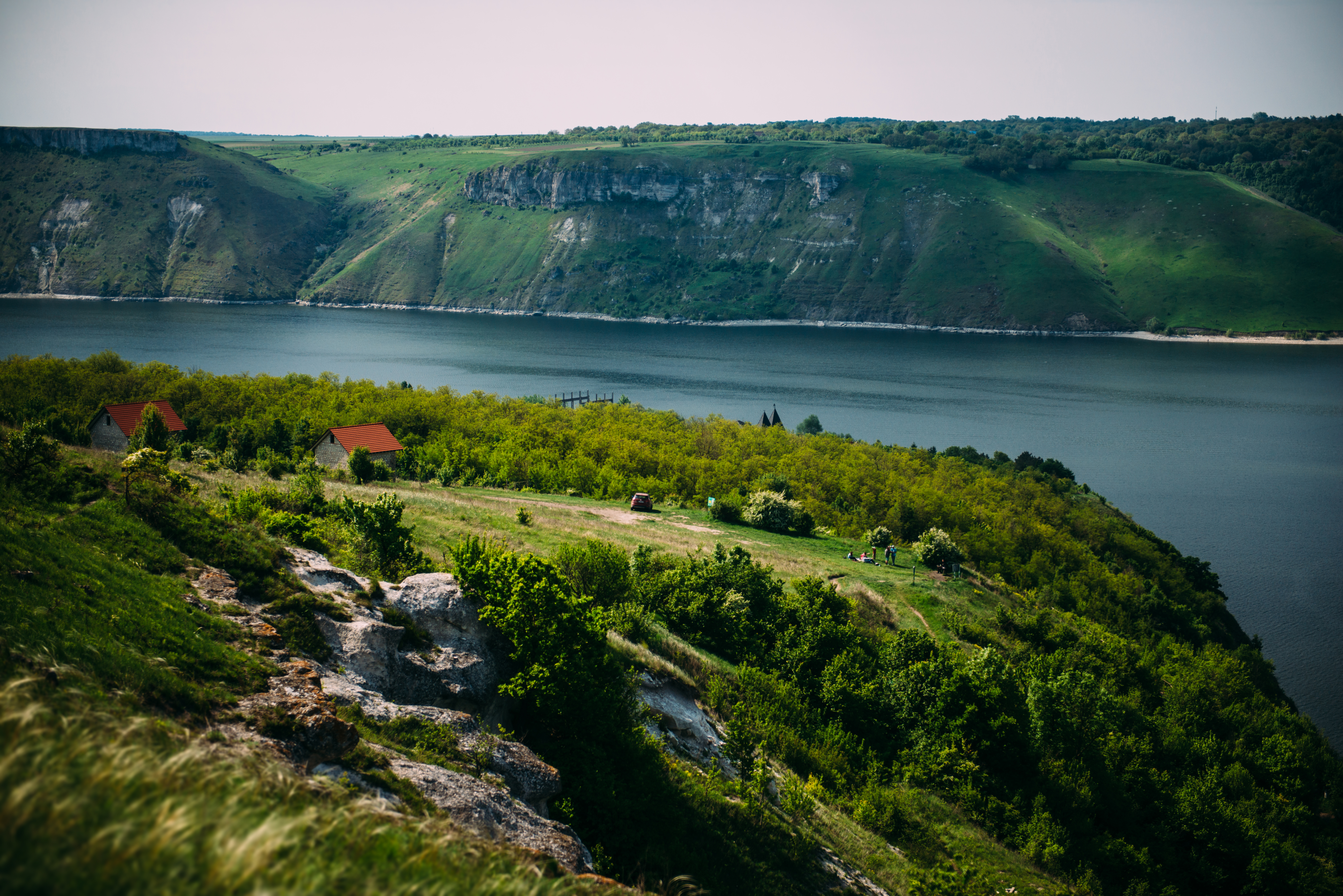
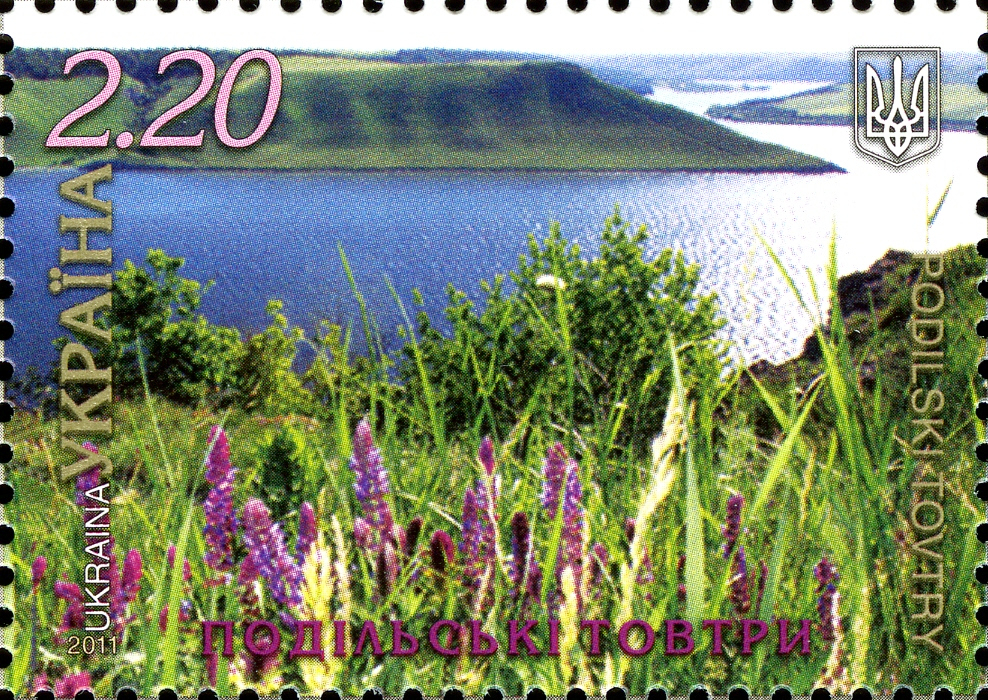
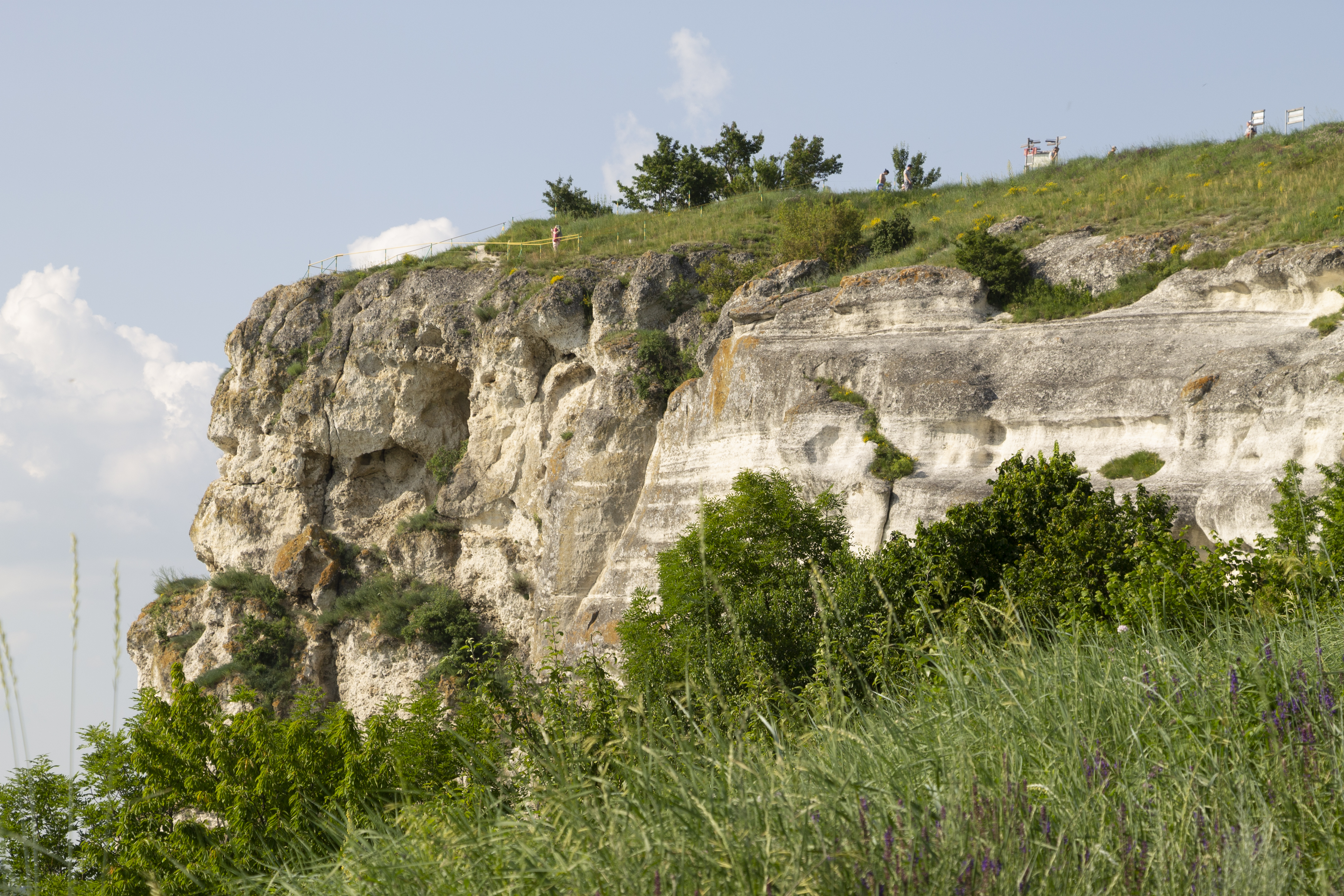
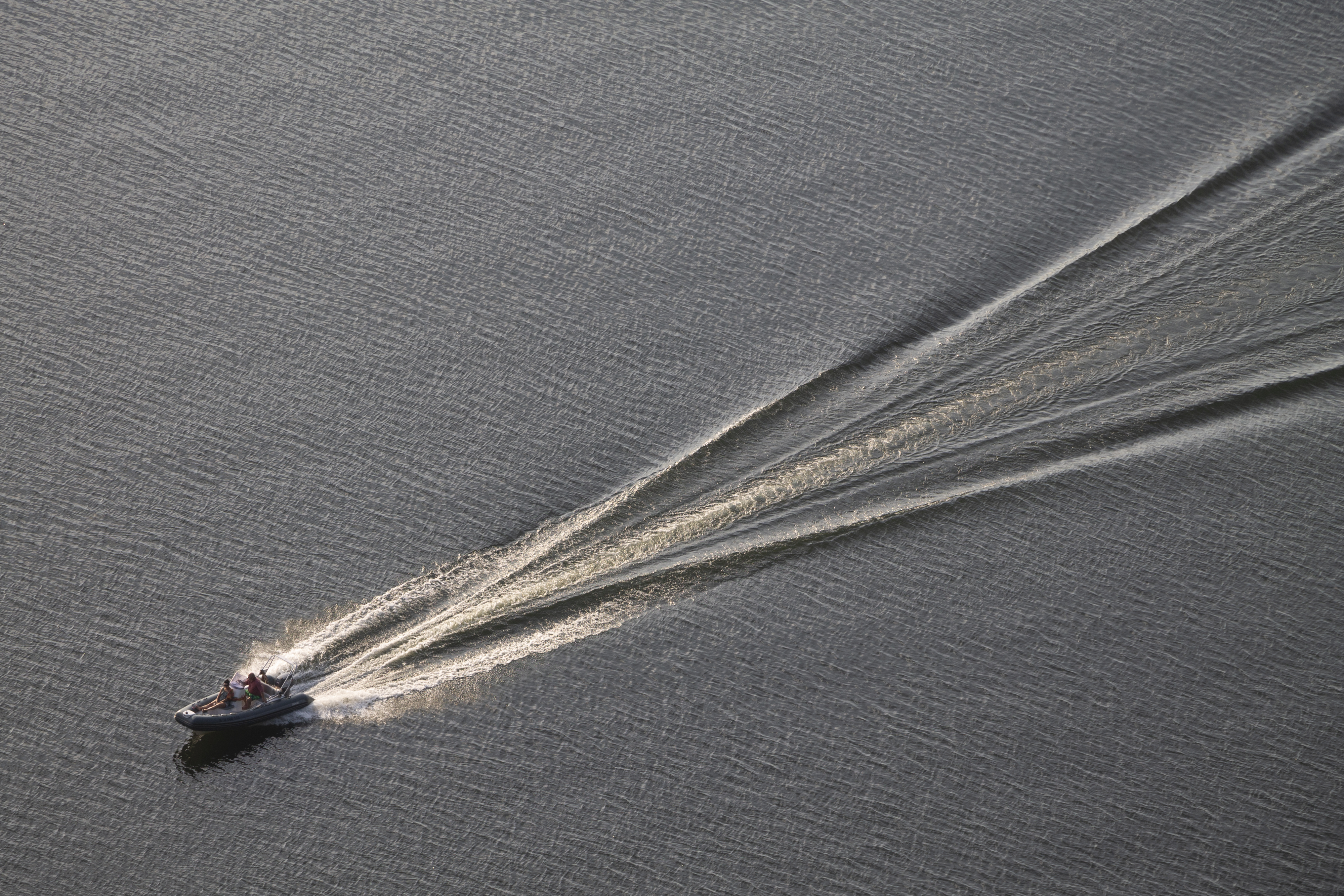
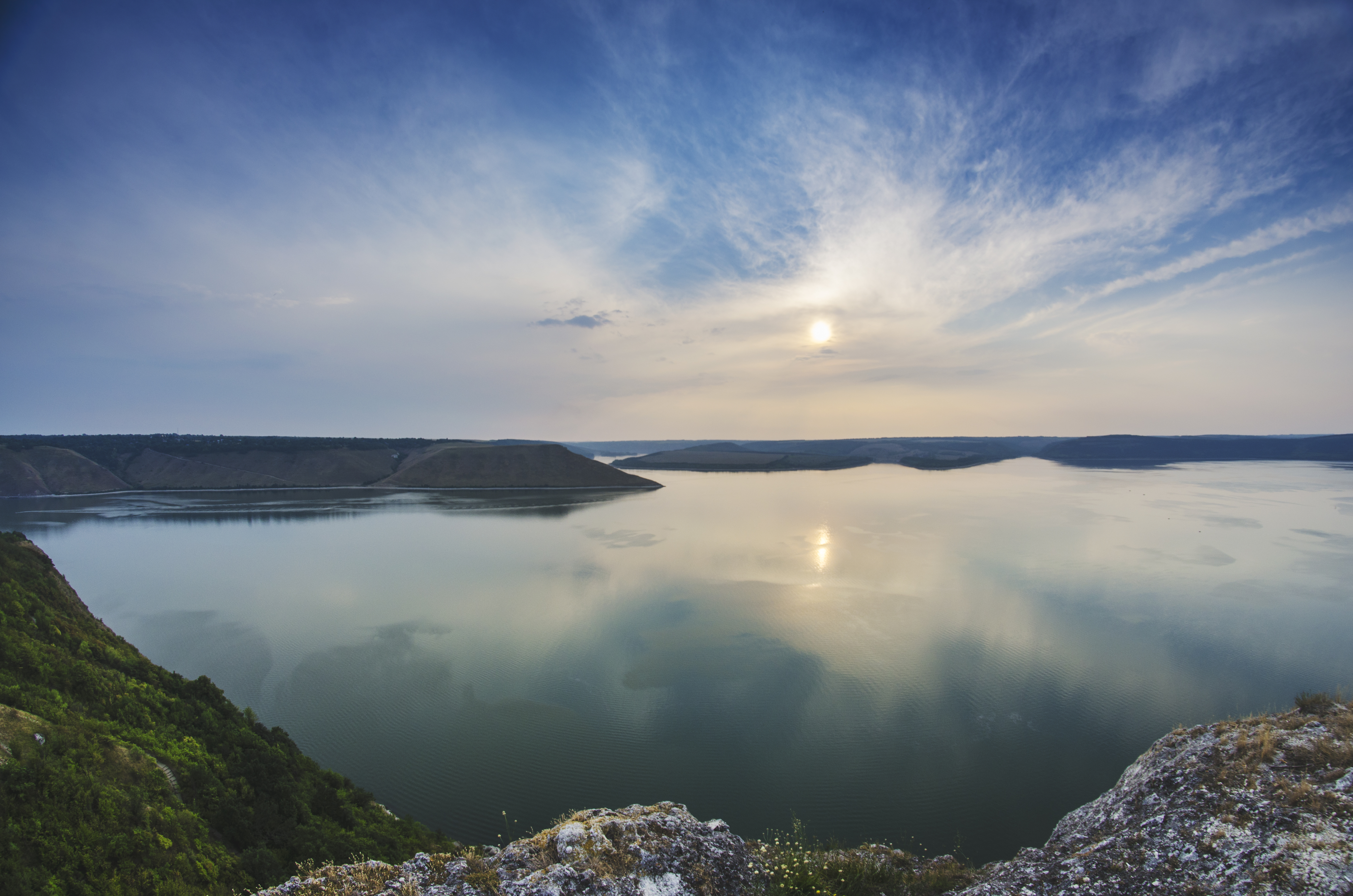
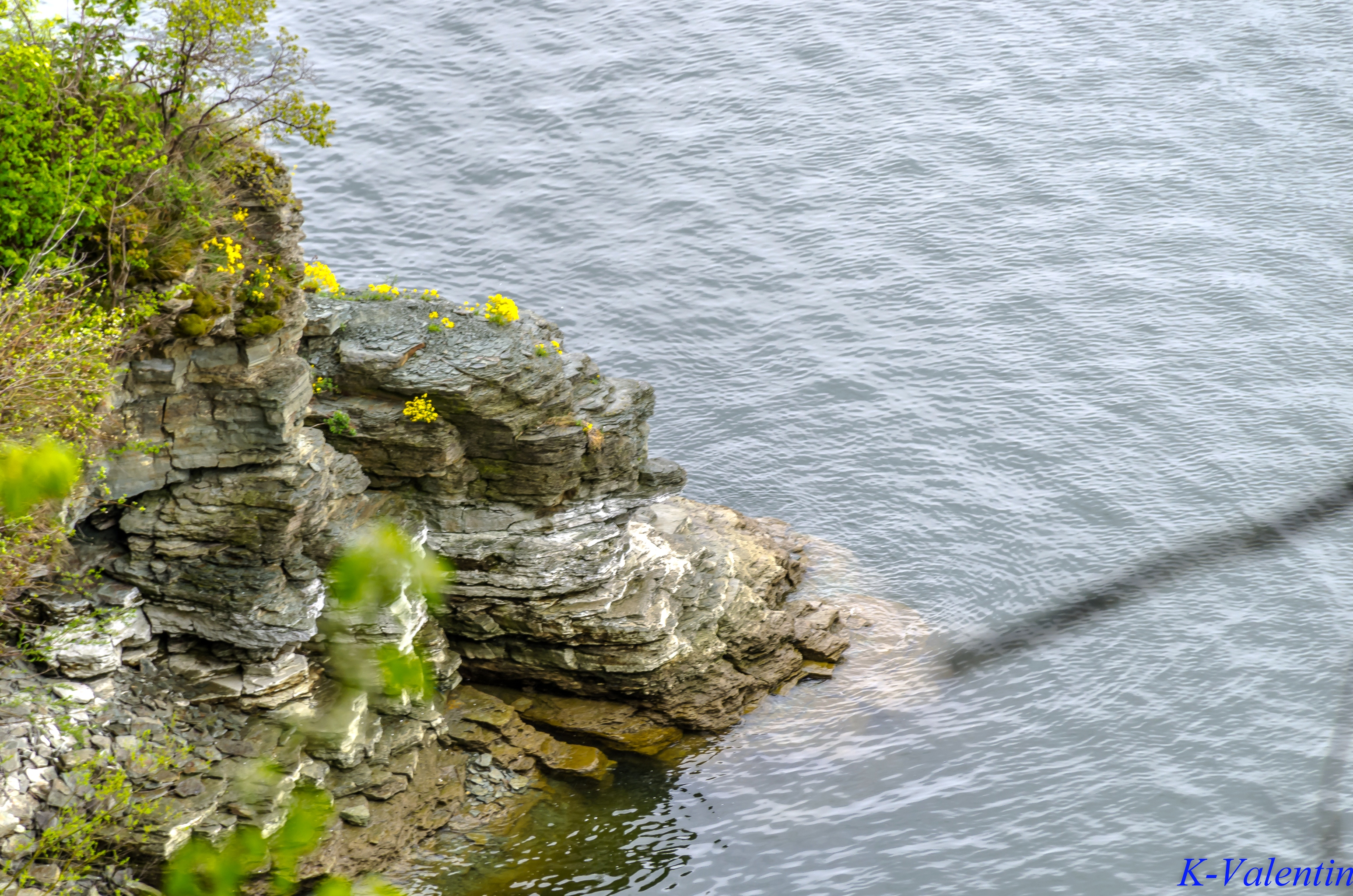
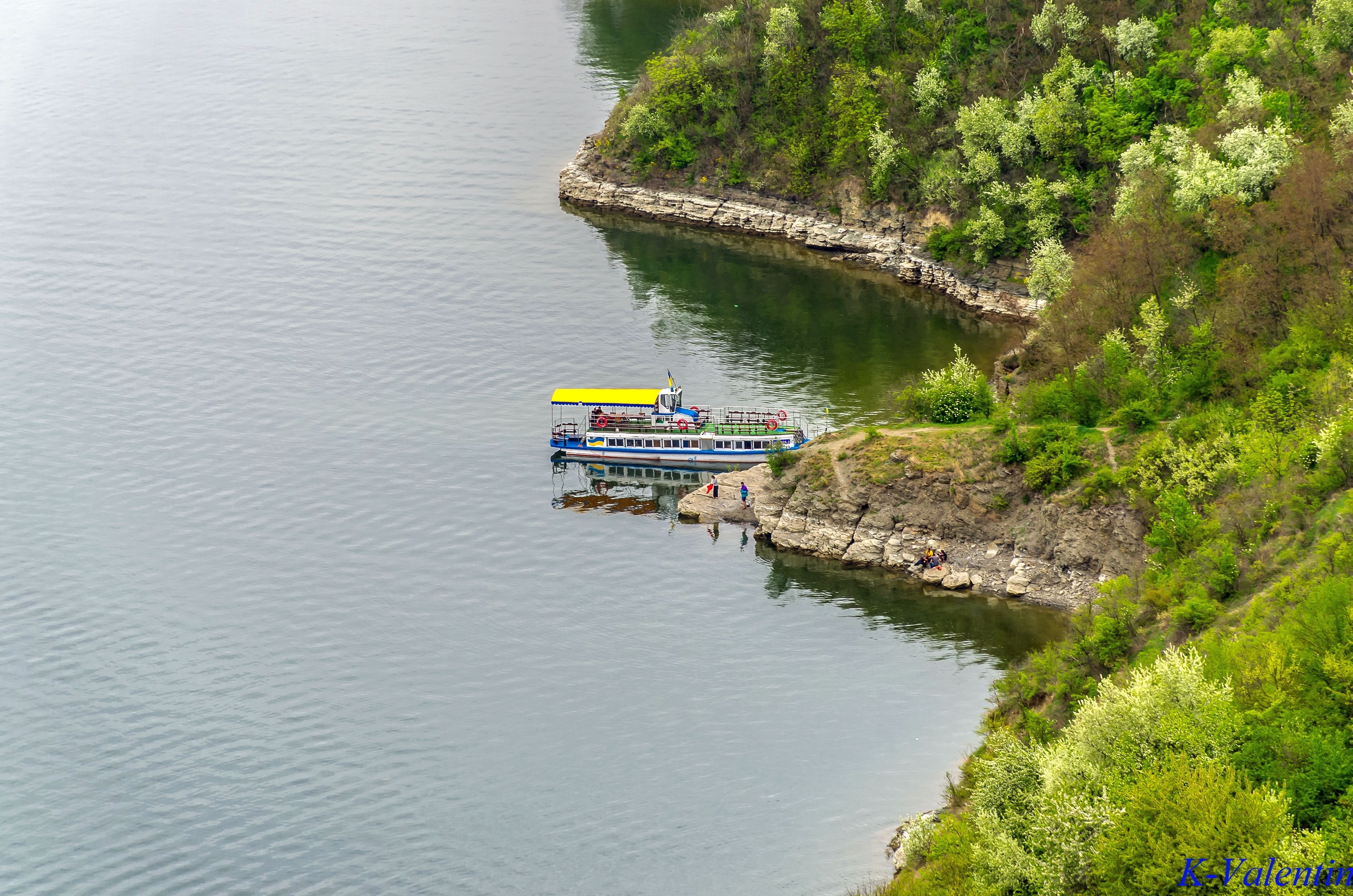
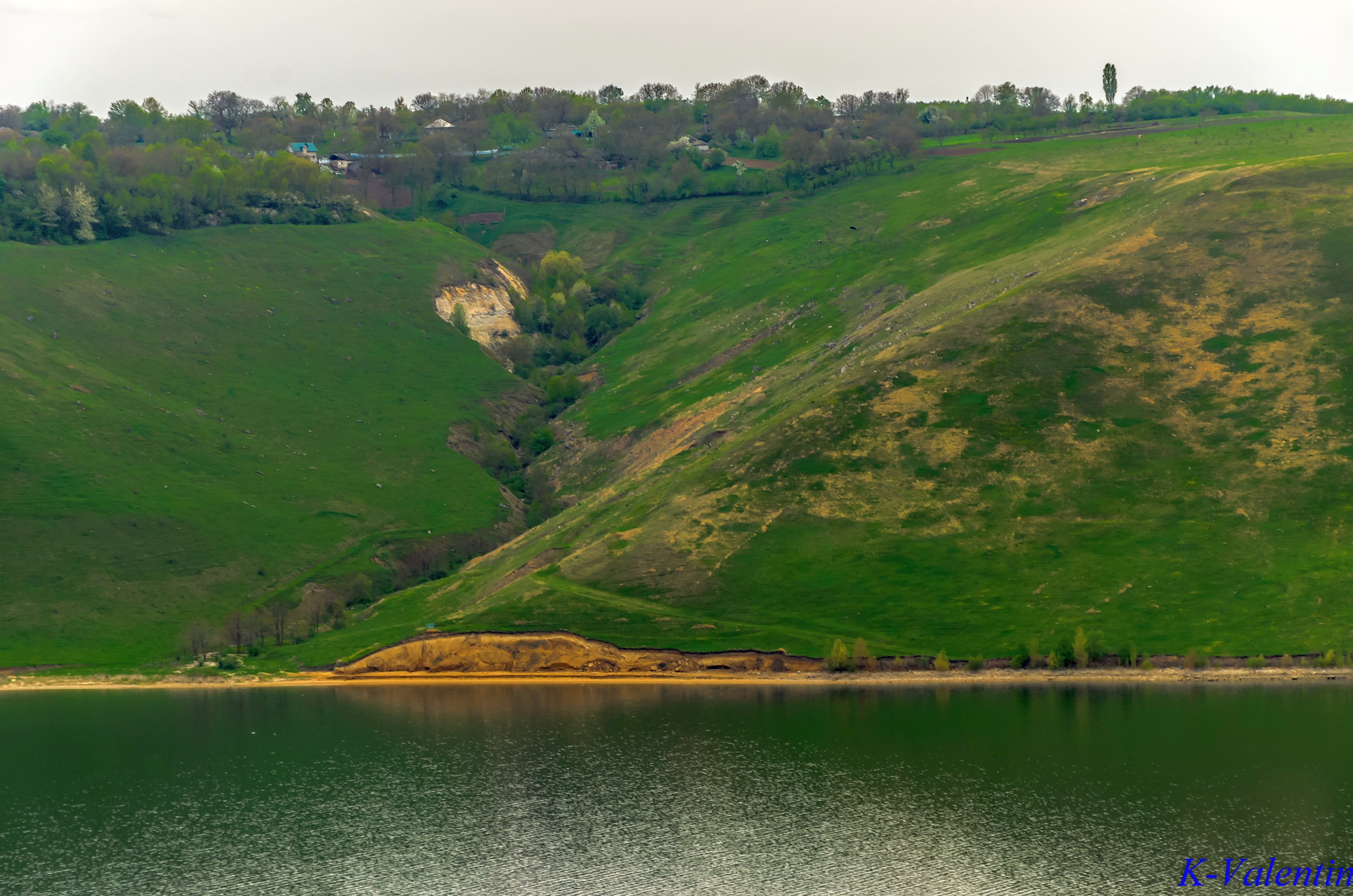
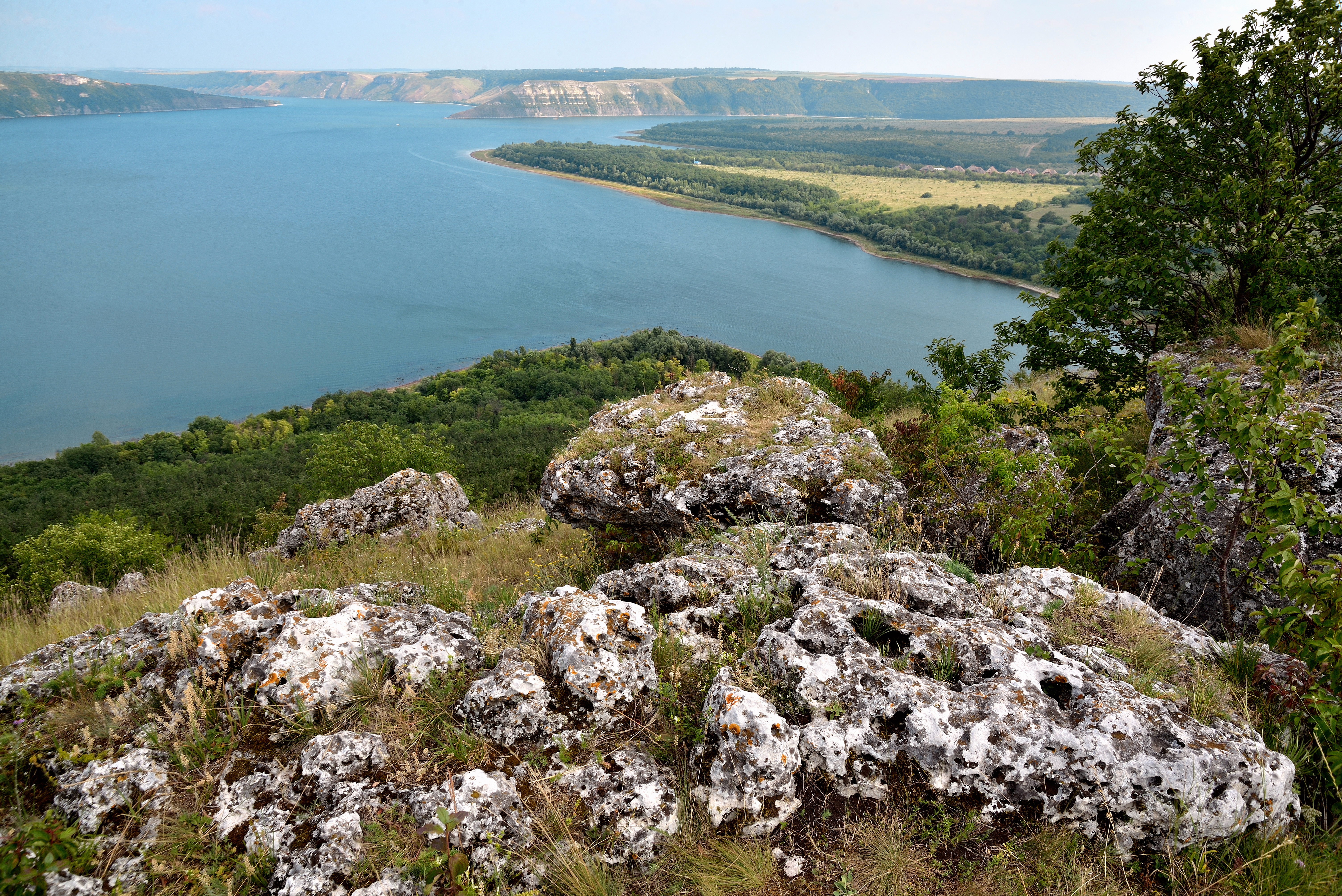
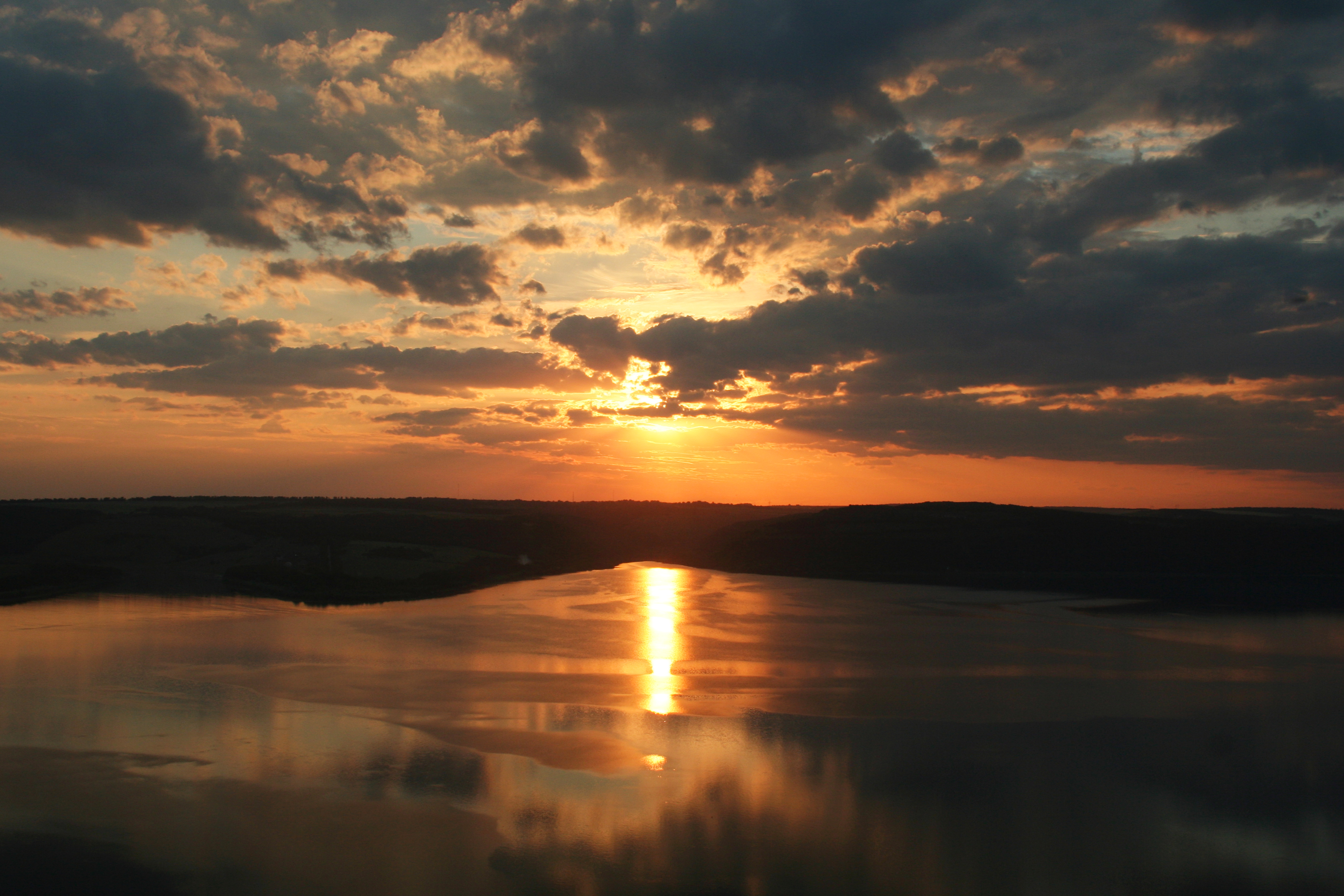
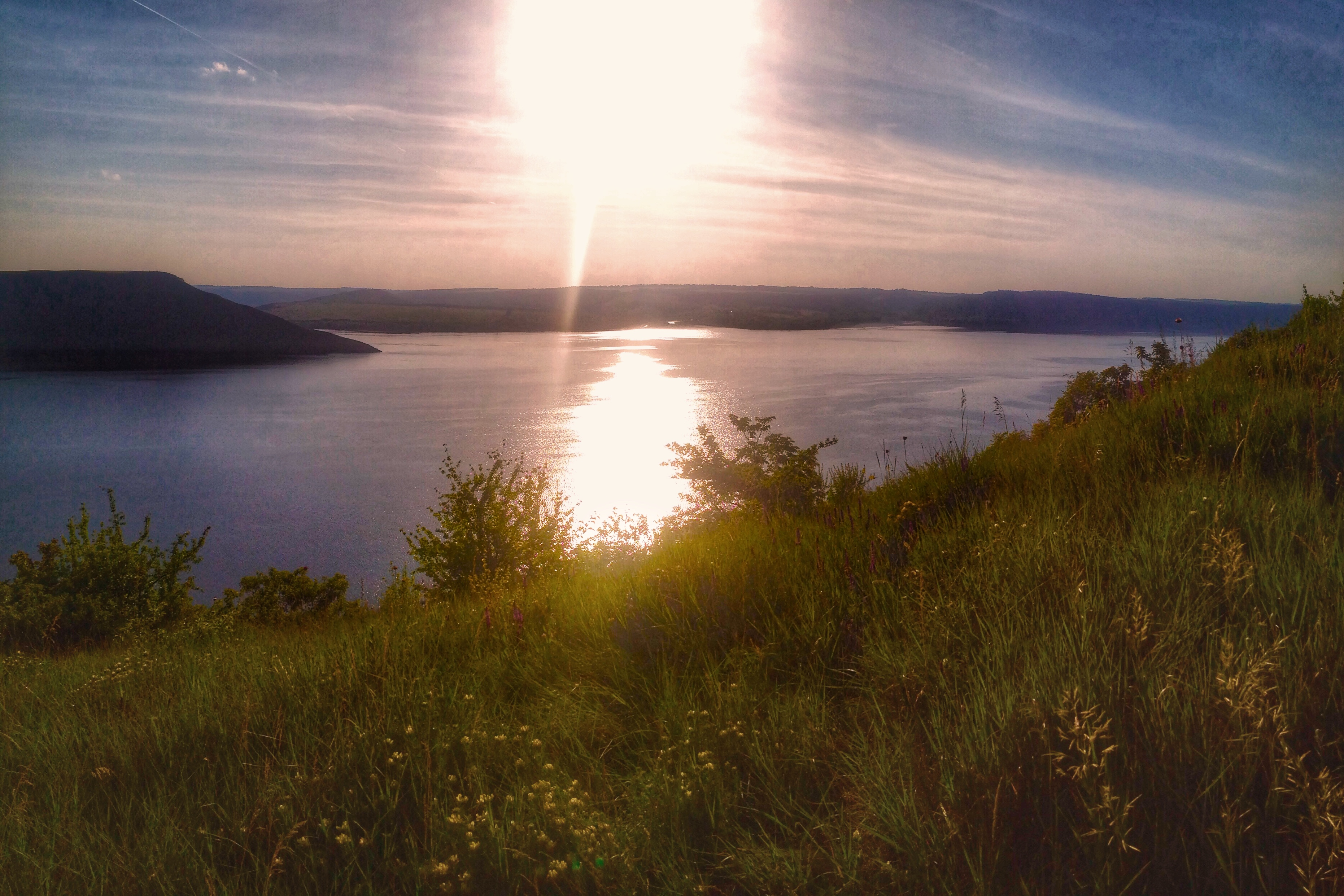
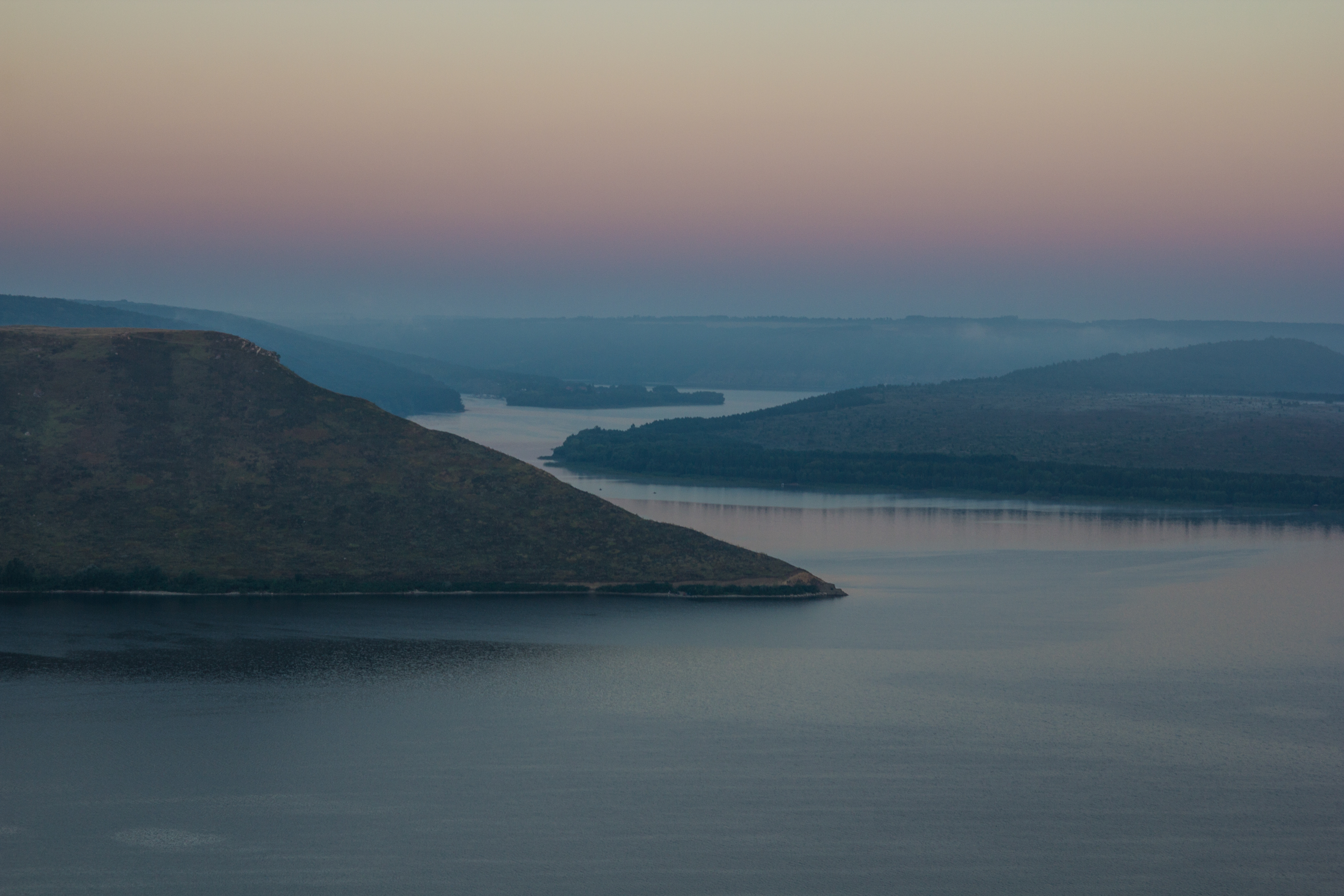
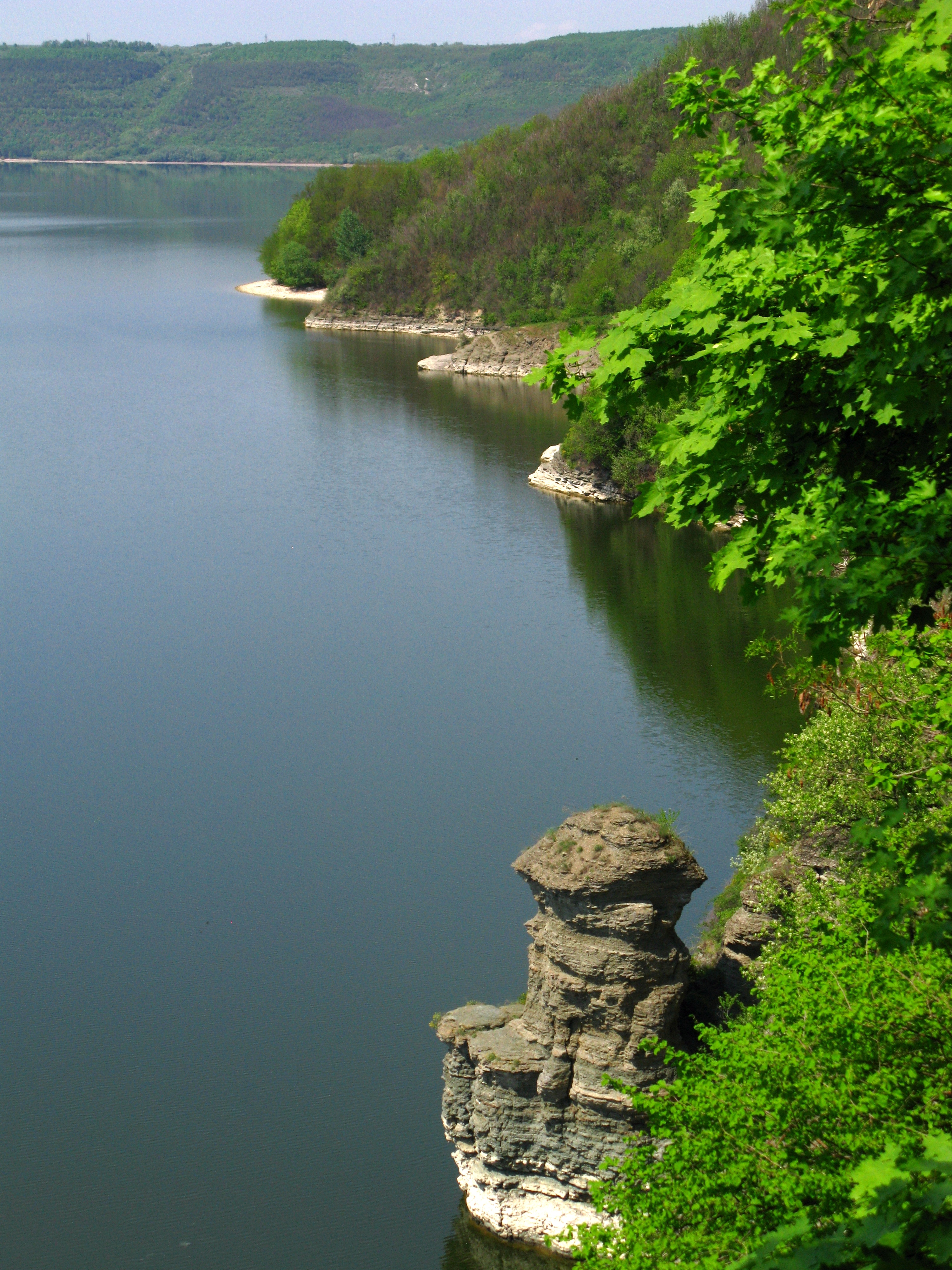
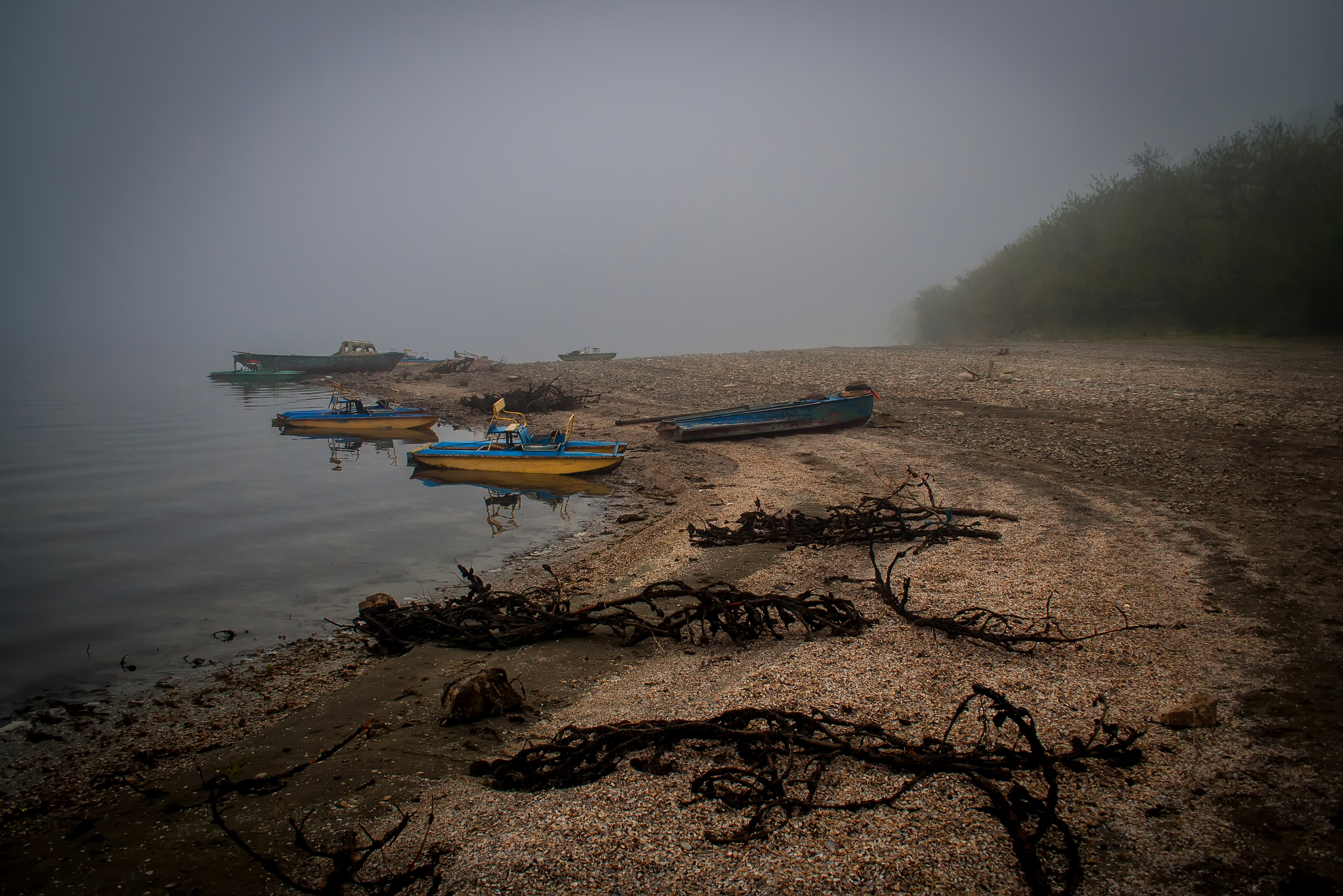
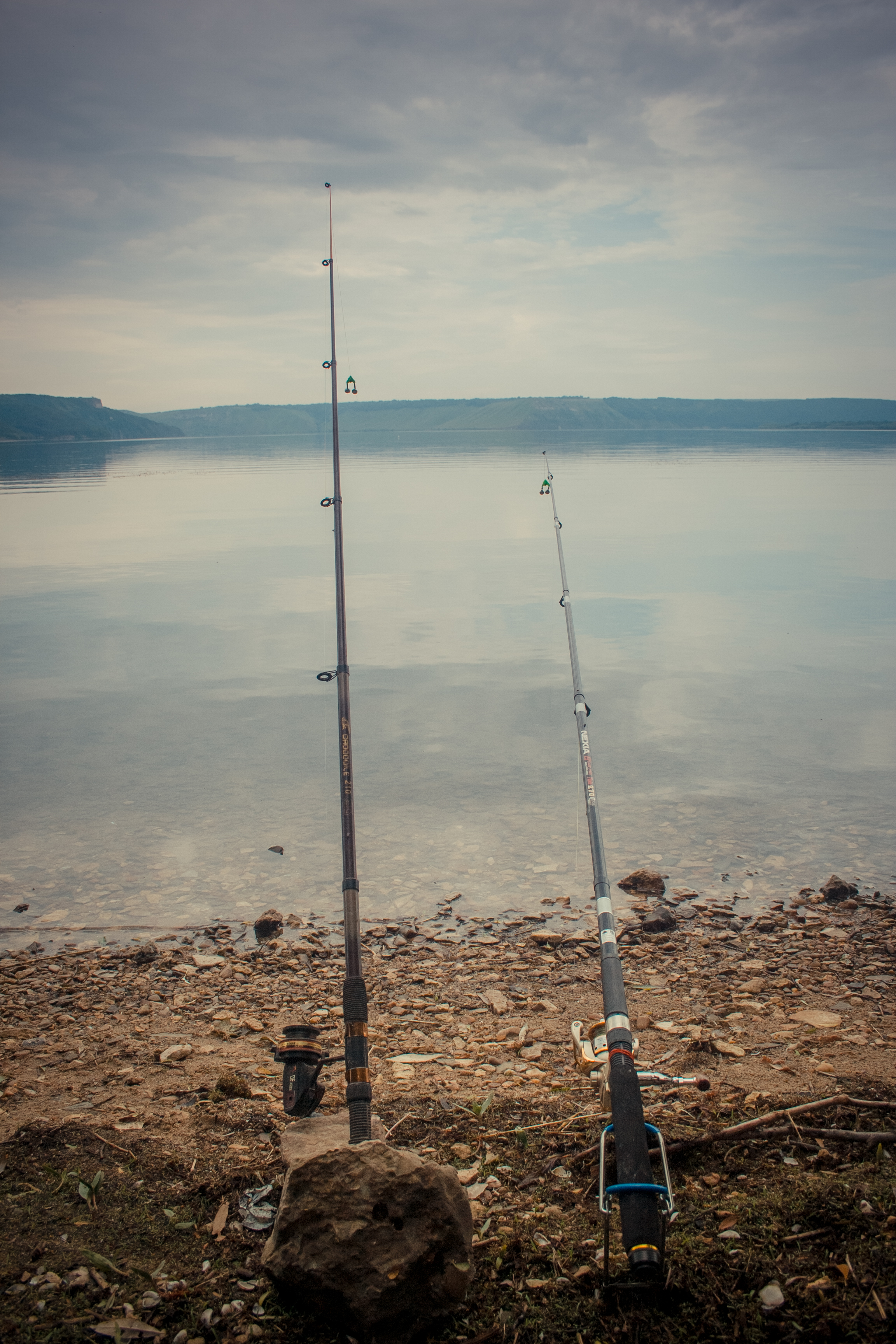

## Місцеві легенди
- За кількістю тепла на 1 м² мікроклімат Бакоти рівнозначний Ялті, проте характерної для Криму рослинності тут немає[19].
- Бакотський печерний монастир міг бути заснований Антонієм Печерським, який повертався з Афону до Києва (насправді, в нішах знайдені наскельні написи: «Григорій воздвигъ мѣсто се», «Благослови Христосъ Григорія Игумена давшаго силу Святому Михаилу»)[20].
- Під час монголо-татарської навали середини ХІІІ століття в печерах монастиря переховувались не тільки ченці, але й селяни з довколишніх сіл. Їм пропонували зректись віри, а отримавши відмову, нападники замурували входи у печери разом з людьми[21].
- Скеля «Курник», або «Кам'яна голова», за словами місцевих жителів, описана в поемі О. С. Пушкіна «Руслан і Людмила»[9].
- Бакота вважалася однією із центрів відьмацтва. З роду до роду передавалися традиції як когось закохати, комусь поробити, отруїти, зробити поворот, відворот…[11].
- Посередині Дністра нібито бачили купол церкви і чули плач. На дні до цього часу, мовляв, стоять хати[11]. А «привид», якого побачив один водолаз на дні, виявився типовим радянським пам'ятником[22].
- Біля монастиря є три джерела: Північне, Південне і Найпівденніше. Люди вважають їх цілющими[23].

## Наукові публікації
- Trofymchuk, Oleksandr М., et al. «Експедиційні дослідження параметрів екологічного стану затоки Бакота.» Екологічна безпека та природокористування 30.2 (2019): 44-55.
- Корінний, В. І. «ДНІСТРОВСЬКЕ ВОДОСХОВИЩЕ ЯК СПОВІЛЬНЮВАЧ ПРИРОДНОГО РУЙНУВАННЯ БАКОТСЬКОГО СКЕЛЬНОГО МОНАСТИРЯ.» ТА ГЕОЛОГІЧНИХ УМОВ НА ЗБЕРЕЖЕННЯ ІСТОРИЧНИХ ПАМ'ЯТОК" (2018): 18.
- Брусак, Віталій, and Катерина Москалюк. «Сучасний стан та перспективи збереження і геотуристичного використання геолого-геоморфологічних об'єктів Кам'янець-Подільських Товтр.» Проблеми геоморфології і палеогеографії Українських Карпат і прилеглих територій 1 (2016): 39-51.
- Булаєнко, В. О. «Екскурсійна діяльність як елемент навчально-виховного процесу.» Наукові праці Кам'янець-Подільського національного університету імені Івана Огієнка. Сер.: Бібліотекознавство. Книгознавство 3 (2013): 254—258.
- Зінько, Ю. В. «Оцінка природоохоронних територій західного Поділля в контексті формування геопарків». Наукові записки Тернопільського національного педагогічного університету імені Володимира Гнатюка. Серія: Географія 2 (2012): 179—184.